# Bogusław Bielski
Bogusław Bielski herbu Jelita – chorąży lwowski w latach 1738–1758, podczaszy lwowski w latach 1736–1738, starosta rabsztyński w 1730 roku.
Był konsyliarzem konfederacji województwa ruskiego, zawiązanej 10 grudnia 1733 roku w obronie wolnej elekcji Stanisława Leszczyńskiego.
Delegat konfederacji dzikowskiej w 1734 roku.